# Шеєни

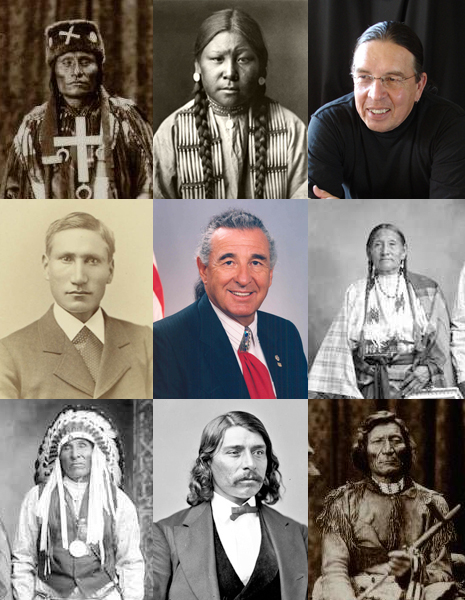

Шеєни, чеєни (англ. Cheyenne) — індіанський народ у США. Назва походить від слова сіу «Šahíyela», що означає «Ті, що говорять незрозумілою мовою». Самоназва — Tsétsêhéstâhese (Тсістсістас) — «Подібні нам, наші люди». У наші дні шеєни діляться на північних — Notameohmesehese — Північні Їдоки й південних — Heevahetane — Люди Мотузки. На честь народу названо місто Шаєнн, столиця штату Вайомінг.

## Мова
Шеєнська мова належить до алгонкинської мовної сім'ї. Раніше існувало два діалекти шеєнської мови — власне шеєнська й сутайо. Сьогодні існує тільки перший діалект, який використовують у резервації північних шеєнів у Монтані, а також південні шеєни в Оклахомі. Його носіями є близько 1720 осіб. Значна частина шеєнів говорить тільки англійською.

## Рання історія
Шеєнська традиція оповідає, що плем'я утворилося від злиття двох споріднених спільнот — тсістсістас (власне шеєни) і сутайо (Сута). Перший запис про шеєнів зробив французький дослідник Луї Жолье близько 1673 року. Ймовірно, їхні перші контакти з білими торговцями сталися у верхів'ях Міссісіпі в першій половині XVII століття. Але тісних взаємин з європейцями вони не мали до самого XIX століття. У кінці XVII століття шеєни жили на схід Міссурі, на території сучасного штату Міннесота. Вони проживали в постійних поселеннях і займалися землеробством, рибальством, полюванням і збиранням дикого рису. Близько 1676 року шеєни досягли річки Міссурі.
У XVIII столітті шеєни мешкали вздовж річок Шеєн і Ред-Рівер. Після придбання коней і відкриття доступу до європейських товарів деякі групи шеєнів вийшли на рівнини і почали вести кочовий спосіб життя. Уже на початку XIX століття шеєни практично повністю перейшли до кінного полювання на бізонів, ставши типовими кочівниками Великих рівнин.

## XIX століття та шеєнські війни

### Міграція на південь
На початку XIX століття шеєни проживали на території Блек-Гіллс, але полюючи і торгуючи з сусідніми племенами доходили до річки Арканзас. Ще в 1820 році білі торговці і мандрівники зустрічали групи шеєнів в районі сучасного міста Денвер, штат Колорадо. Група хеватаніу була першою частиною шеєнів, що відкочували на південь.
У першій половині XIX століття у верхній частині річки Арканзас Вільям Бент побудував торговий пост Форт-Бент, і велика частина шеєнів переселилася на південь, інші залишилися у верхів'ях річки Платт. Ті, хто воліли кочувати і полювати на південь від річки Платт, стали південними шеєнами. Північні шеєни влаштувалися в східному Вайомінгу, південно-східній Монтані і західній Небрасці. Так шеєни географічно розділилися на північних і південних. При цьому вони завжди підкреслювали етнічну єдність обох груп.
Переселившись на південь, шеєни опинилися в стані війни з команчами, кайова і кайова-апачами. Найкривавішою битвою цієї війни стала Битва на Вовчому Струмку в 1838 році. Обидві сторони втратили стільки відомих і шанованих людей, що племена почали думати про припинення жорстокої війни. У 1840 році шеєни уклали мир з команчами та їхніми союзниками, який згодом ніколи не був порушений.

### Договір 1825
Перший договір між шеєнами і урядом США підписав генерал Генрі Аткинсон, який улітку 1825 року вирушив у верхів'я Міссурі з завданням укласти мирні угоди з якомога більшою кількістю племен. 6 липня шеєни підписали договір у гирлі річки Тетон, недалеко від сучасної столиці Південної Дакоти, міста Пірра. Договір уклали з метою встановлення дружніх відносин між індіанцями й американцями, регулювання торгівлі та забезпечення взаємодії у випадках вбивств.

### Перші зіткнення з американцями
Стосунки шеєнів з білими людьми спочатку були дружніми. Коли в 1839 році кілька людей були захоплені лакота на Орегонській стежці на річці Саут-Платт, близько 400 шеєнів прибули в селище своїх союзників і врятували білих. У 1841 році шеєни, лакота і арапахо атакували селище східних шошонів, у якому перебували білі мисливці. Трапери виступили в битві на боці шошонов. Роздратовані втратами в сутичці з траперами, шеєни, арапахо і лакота обстежили територію Орегонської стежки в пошуках білих людей. Поблизу Індепенденс-Рок вони оточили караван Елайджа Вайта, який вів знаменитий Томас Фіцпатрік. Після наради вожді повідомили Фіцпатріку, що його загін може продовжувати рух, але попередили його, що більше не дозволять караванам проходити через свою країну, що ця стежка закрита, і будь-які білі люди, виявлені тут, будуть убиті. Сутички між шеєнами та американцями тривали й надалі.

### Договір у форті Ларамі
У 1849 році потік білих переселенців, які рухалися по Орегонській стежці, влилися тисячі шукачів золота, що йшли до Каліфорнії. Це призвело до зростання напруги між індіанцями і білими людьми. У тому ж році уряд США купив торговий пост на річці Ларамі і розмістив там військовий гарнізон. Щоб заспокоїти індіанців і взяти ситуацію під контроль, уряд вирішив провести велику раду з племенами рівнин. У лютому 1851 року Конгрес США виділив на нього гроші.
Зусиллями Томаса Фіцпатріка, який в 1846 році був призначений індіанським агентом, у новоутвореному форті Ларамі був укладений мирний договір між американським урядом і індіанськими племенами. Крім шеєнів на ньому були присутні лакота, арапахо, кроу, шошони, гровантри, ассінібойни, арікара, мандала і хідатса — всього понад 12 тисяч індіанців. Між племенами був укладений мир і позначені межі їх територій. З урядом був підписаний договір, згідно з яким племена дозволили зводити на своїх територіях дороги, торгові пости і форти, отримавши за це компенсацію. Землі шеєнів, згідно з цим договором, розташовувалися між річками Норт-Платт і Арканзас.

### Шеєнські війни

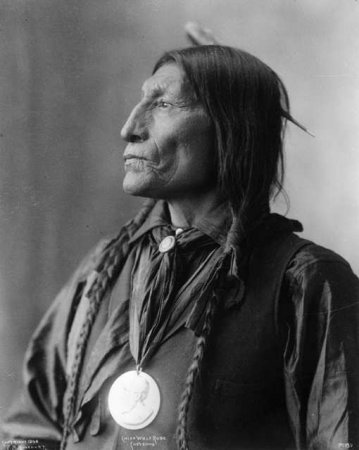
Вовча Накидка, вождь південних Шеєнів, 1909 р.

З 1860 по 1878 шеєни брали активну участь у війнах з американцями. І білі, і індіанські сучасники вважали шеєнів одними з найзапекліших і хоробрих бійців.
Навесні 1857 року в Канзасі шеєни мали ряд зіткнень з солдатами США, унаслідок чого проти них була організована військова експедиція під керівництвом полковника Едвіна Самнера. 29 липня того ж року сталася битва Самнера в долині річки Соломон. Шеєни були готові зустріти солдатів, переконані шаманом, що завдяки його магії кулі білих не заподіють шкоди воїнам. Але Самнер використав шабельну атаку і шеєни відступили, втративши кілька людей убитими.
На початку 1864 року між шеєнами та американськими солдатами трапилися сутички в районі центральних рівнин. Сталося ряд великих зіткнень, проте головний удар армія завдала по табору мирних південних шеєнів Чорного Котла. На світанку 29 листопада 1864 року 700 солдатів полковника Джона Чівінгтона атакували селище шеєнів, крім них там розташовувалися декілька сімей арапахо. Напад виявився несподіваним — група Чорного Котла була мирною і не підтримувала індіанців, які вели війну проти білих. Солдати діяли вкрай жорстоко, вбиваючи жінок і дітей, спотворюючи трупи до невпізнання. Ця подія увійшла в історію як Бійня на Сенд-Крік. Напад солдатів Чівінгтона розлютив індіанські племена. Після бійні на Сенд-Крік північні і південні шеєни, лакота і арапахо об'єдналися у війні проти американців. Вони нападали на каравани і станції, палили ранчо, вбиваючи білих і женучи худобу. 14 жовтня 1865 року уряд США підписав мирний договір з південними шеєнами і південними арапахо. Уряд визнав свою провину за Сенд-Крік і погодився виплатити компенсацію південним шеєнам, які втратили там родичів і майно.
Через три роки армія США провела чергову операцію проти південних шеєнів. 27 листопада 1868 солдати полковника Джорджа Кастера атакували селище Чорного Котла на річці Уошіто. Подія стала відома як Битва при Уошіті. Був убитий сам Чорний Котел, багато жінок і дітей, крім того солдати застрелили більше 850 індіанських коней. Після експедиції Кастера напади шеєнів на білих американців значно збільшилися. Армія США в 1869 році провела низку каральних операцій проти південних шеєнів. Після битви на Самміт-Спрінгс, в якій був убитий Високий Бізон, військовий вождь Воїнів-Псів, опір південних шеєнів пішов на спад, але в 1874 році вони взяли участь у повстанні команчів і кайова. Навесні 1875 року південні шеєни, втомлені від постійних воєн, почали здаватися. Після цього вони більш не брали участь у війнах проти американців.
Північні шеєни воювали довше. Вони взяли активну участь у Великій війні сіу й відіграли значну роль у битвах при Роузбаді та Літтл-Біггорн. Капітулювали навесні 1877 року.

Прапор північних Шеєнів

Частина північних шеєнів була переселена на південь, на Індіанську Територію до південних шеєнів. Через нестерпні умови група північних шеєнів на чолі з Маленьким Вовком і Ранковою Зіркою покинули резервацію і спробувала дістатися до рідних земель на півночі. Тисячі солдатів переслідували голодних воїнів, але шеєнам вдавалося відбивати атаки і продовжувати свій шлях на північ. Пізніше вони розділилися на дві частини. Група Ранкової Зірки була змушена здатися в жовтні і була відправлена до форта Робінсон. А Маленький Вовк зі своїми людьми зміг дістатися до своїх колишніх земель, де їм дозволили залишитися. У 1884 році уряд США утворив резервацію для північних шеєнів на території Монтани, де вони проживають і донині.

## Господарство
Культура шеєнів належить до традиційного типу культури індіанців Великих Рівнин, у яких основу господарства становить кінне мисливство на бізонів. Шеєни займаються ним з XIX століття. Вони також займаються землеробством, полюванням, рибальством, збиранням дикого рису, що збагачувало дієту з пемікану.
Перейшовши до кочового способу життя, шеєни часто переміщали свої табори, жили в тіпі. Тіпі встановлювалося входом на схід — «обличчям» до сонця, бо на рівнинах часто дув західний вітер. Табори шеєнів могли бути невеликими і складатися з 7-20 тіпі і величезними — коли збиралося все плем'я.

## Соціальна організація
Найважливішою частиною в племінній організації шеєнів була велика сім'я. Сповідували білінійну спорідненість. У шлюбі існувала обмежена полігінія. Наступною за значимістю була племінна група або громада. Взаємини в племінній групі будувалися на принципах взаємодопомоги.